# میان‌بر صفحه‌کلید

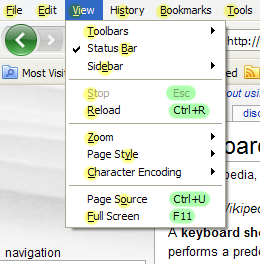
در نرم‌افزار Firefox 3.0 میانبر ها به رنگ سبز نشان داده شده اند.

در هنگام کار با رایانه، کلید میانبُر، شورتکات (به انگلیسی: shortcut) یا هات‌کی (به انگلیسی: hotkey) را به منظور صادر نمودن سریع فرامین  به نرم‌افزار بکار می‌برند.
عکس العمل هر نرم‌افزار به هر کلید میانبر تعریف شده در آن تنها خاص به خود آن بوده و لزوماً در تمامی نرم‌افزارها یکسان نمی‌باشد.استفاده میونبرها به دلیل صرفه جویی وقت وزمان است.

## نمونه‌ها
- کنترل + زد = واگرد (آندو undo)
- کنترل + ایکس = برش (کات کردنcut) Ctrl+X
- کنترل + سی = کپی کردن Ctrl+C copy
- کنترل + وی = چسباندن (پیست paste کردن)
- کنترل + پی = چاپ کردن (پرینت print گرفتن)
- کنترل + اِی = برگزیدن (سلکت کردن) select
- کنترل + ان = باز کردن پوشهٔ نو (نیو فُلدر) new[۳]
- کنترل و اس Ctrl+S سیو (ذخیره) save